# Ceratocapnos claviculata
Ceratocapnos claviculata é uma espécie de planta com flor pertencente à família Papaveraceae. 
A autoridade científica da espécie é (L.) Lidén, tendo sido publicada em Anales del Jardín Botánico de Madrid 4(1): 221. 1984.

## Portugal
Trata-se de uma espécie presente no território português, nomeadamente os seguintes táxones infraespecíficos:
- Ceratocapnos claviculata subsp. claviculata - presente em Portugal Continental. Em termos de naturalidade é nativa da região atrás referida. Não se encontra protegida por legislação portuguesa ou da Comunidade Europeia.
- Ceratocapnos claviculata subsp. picta - presente em Portugal Continental. Em termos de naturalidade é endémica da região atrás referida. Não se encontra protegida por legislação portuguesa ou da Comunidade Europeia.